# Notre-Dame-de-la-Nativité (Bois-Sainte-Marie)

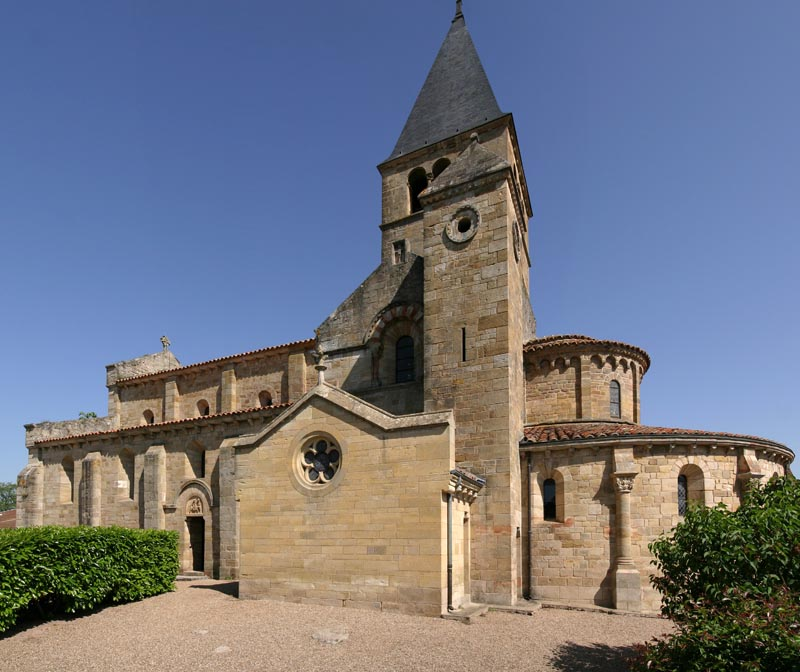
Ansicht der Kirche

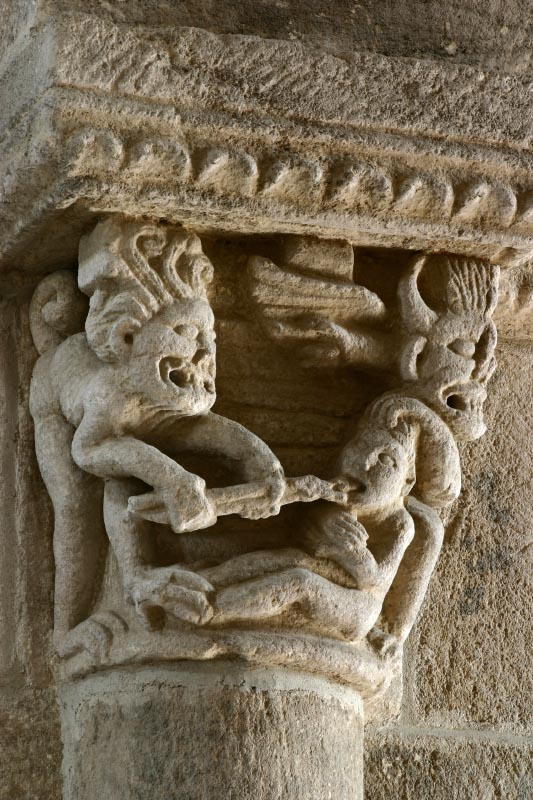
Kapitell in der Kirche

Die Kirche Notre-Dame-de-la-Nativité ist eine romanische Pfarrkirche in der Gemeinde Bois-Sainte-Marie im Département Saône-et-Loire in der Region Burgund (Frankreich), die im 12. Jahrhundert errichtet wurde. Sie wurde 1862 als monument historique unter Denkmalschutz gestellt.

## Geschichte
Der Ortsname der Gemeinde erscheint erstmals 998 in einem Urbar des Klosters Cluny, das ein Priorat im Ort besaß. Bereits vor der Französischen Revolution wurde der Pfarrdienst von Weltgeistlichen versehen.

## Kirche
Die Kirche hat als Patrozinium Mariä Geburt. In der Mitte des 19. Jahrhunderts wurde die Kirche von Eugène Millet, einem Schüler von Eugène Viollet-le-Duc, restauriert.
Die Kirche besitzt ein dreischiffiges Langhaus und ein eingezogenes Querhaus. Der Chorraum öffnet sich in Spitz- und Rundbogenarkaden zum Chorumgang. Die Kapitelle sowohl des Chorraumes als auch des Langhauses sind zumeist schlicht gestaltet.

## Ausstattung
Die aus dem 16. Jahrhundert stammende Holzskulptur des heiligen Antonius ist seit 1979 als Monument historique in die Liste der denkmalgeschützten Objekte (Base Palissy) in Frankreich aufgenommen.